# Jean-Jacques (Sänger)
Jean-Jacques (eigentlich Jean-Jacques Bortolaï, * 17. Januar 1956) ist ein ehemaliger französischer Chansonsänger.

## Leben und Wirken
Er nahm als 13-Jähriger als Repräsentant Monacos 1969 am Gran Premio de la Canción de Eurovision in Madrid teil und erreichte mit dem Chanson Maman, Mamam den sechsten Platz. Insgesamt erschienen in jenem Jahr drei EPs von ihm.
Er zog sich bald darauf vom Musikgeschäft zurück. Er ist heute als Rugby-Union-Trainer in seiner Heimatstadt Toulon tätig.